# Vert, Landes

Vert este o comună în departamentul Landes din sud-vestul Franței. În 2009 avea o populație de 237 de locuitori.

## Evoluția populației
| An        | 1975 | 1982 | 1990 | 1999 | 2006 | 2009 |
| --------- | ---- | ---- | ---- | ---- | ---- | ---- |
| Populație | 213  | 206  | 193  | 209  | 231  | 237  |